# Landesverband der Reit- und Fahrvereine Hamburg
Der Landesverband der Reit- und Fahrvereine Hamburg e.V. ist die Dachorganisation der Reit- und Fahrvereine, der Pferdezuchtvereine sowie der von der FN anerkannten Reit- und Fahrschulen im Bereich der Freien und Hansestadt Hamburg.
Darüber hinaus gehören auch Vereine und Betriebe aus der näheren Umgebung Hamburgs dem Landesverband an, zum Beispiel aus Norderstedt oder Reinbek.
Der Verband vertritt die Interessen seiner Mitglieder innerhalb der Deutschen Reiterlichen Vereinigung (FN) und gegenüber öffentlichen Stellen.
Gegründet wurde der Landesverband 1925. Die Eintragung in das Hamburger Vereinsregister erfolgte 1927. Erster Vorsitzender des Landesverbandes war Wilhelm Cuno.
Zu Beginn des 21. Jahrhunderts waren in Hamburg ungefähr 8500 Reiter in 65 Reitvereinen und 27 Reitschulen aktiv.

## Organe
Organe des Landesverbandes der Reit- und Fahrvereine Hamburg e.V. sind die Mitgliederversammlung, der Beirat, das Präsidium, der geschäftsführende Vorstand sowie der Jugendausschuss und die Jugendleitung.

## Aufgaben
Der Landesverband der Reit- und Fahrvereine Hamburg e.V. fördert
- die Ausbildung von Reitern und Pferden zum Zweck des Pferdesports
- den Breiten- und Leistungssport in allen Disziplinen des Pferdesports
- das Therapeutische Reiten
- die Prüfung deutscher Pferde und der Pferdezucht
- den Tierschutz
- den Natur- und Umweltschutz sowie die Landschaftspflege.

An der von FN und Landessportverbänden im Jahr 2010 ins Leben gerufenen Initiative Vorreiter Deutschland ist der Hamburger Landesverband beteiligt.